# Crkva sv. Marije u Borima u Gornjem Selu
Crkva sv. Marije u Borima u Gornjem Selu, zaštićeno kulturno dobro

## Opis dobra
Vrijeme nastanka je od 6. do 19. stoljeća. Na istočnom dijelu otoka Šolte, nedaleko od naselja Gornje Selo na lokalitetu Gornje Polje nalazio se benediktinski samostan s crkvom Sv. Marije po kojem je lokalitet dobio ime Stomorija. Samostan se u dokumentima spominje od 1260. do 1452. g. Na lokalitetu samostana podignuta je 1776. nova crkva koju narod naziva Gospe u Borima, kod koje se nalazi groblje. Crkva se nalazi ispod Vele Straže, najvećeg vrha otoka Šolte.Od stare benediktinske crkve ostala je romanička apsida, dok je svetište u gotičkom slogu. Najnoviji dio, crkvena lađa, sagrađena je u baroknom stilu. Današnji izgled crkva je dobila krajem 18. stoljeća. Na oltaru se nalazi stara Gospina slika s djetetom, tempera na drvu, rad domaćeg majstora iz 15. – 16. st. Ova jednobrodna crkva građena je u jednostavnom kasnobaroknom slogu i zacijelo je djelo domaćeg majstora. Ujedno je i odraz je življenja i mogućnosti žitelja ovog otoka ali i dokaz kontinuiteta sakralnog lokaliteta. Važna je u pregledu barokne sakralne arhitekture u Dalmaciji.

## Zaštita
Pod oznakom Z-6931 zavedena je kao nepokretno kulturno dobro - pojedinačno, pravna statusa zaštićena kulturnog dobra, klasificirano kao "sakralna graditeljska baština".